# Élanion perle
Gampsonyx swainsonii
Genre
Espèce
Statut de conservation UICN

 LC  : Préoccupation mineure
Statut CITES
L'Élanion perle (Gampsonyx swainsonii) est une espèce d'oiseaux appartenant à la famille des Accipitridae.

## Description
L'élanion perle est un rapace de très petite taille, mesurant seulement entre 20.3 et 23 cm pour un poids de 80-95 g. Il est ainsi le plus petit rapace d'Amérique et le deuxième plus petit accipitridé du monde, derrière l'Épervier minule. Son ventre est blanc et ses ailes sombres ; il possède également une tache noire de chaque côté de la poitrine, des cuisses rouge marron et des joues entre l'orange et le jaune. Comme beaucoup de rapaces, la femelle est presque identique au mâle, seulement légèrement plus grande.

## Écologie et comportement

### Alimentation
L'élanion perle a un régime exclusivement carnivore, se nourrissant principalement de lézards, de grenouilles et d'insectes. Il est aussi capable de capturer d'autres petits oiseaux. Il chasse généralement en plongeant depuis un perchoir.

### Reproduction
Il construit son nid de brindilles en hauteur des arbres, les deux conjoints participant à la confection de celui-ci. Le mâle élanion fait généralement la cour à la femelle avec une parade nuptiale aérienne, et lui ramène également de la nourriture. La femelle pond entre 1 et 4 œufs, qui sont blancs avec des marques marron ou orange. Elle couve ensuite pendant une trentaine de jours, la durée exacte variant en fonction des régions. Les oisillons sont ensuite prêts à quitter le nid cinq semaines après l'éclosion.

## Habitat et répartition
Il est présent dans la majeure partie de l'Amérique du Sud, majoritairement dans sa partie nord. L'espèce est actuellement en expansion, atteignant désormais le Honduras et le Costa Rica au nord. On le trouve parfois jusqu'à l'ouest du Nicaragua.
Il vit dans de nombreux habitats, généralement plutôt ouverts, comme la savane ou les forêts peu denses. On peut occasionnellement le trouver près d'installations humaines, notamment les champs et même les banlieues. L'espèce profite de la déforestation qui accroit son habitat naturel.

## Sous-espèces
D'après la classification de référence (version 14.1, 2024) de l'Union internationale des ornithologues, l'Éanion perle possède 3 sous-espèces (ordre philogénique) :
- Gampsonyx swainsonii leonae Chubb, C, 1918 ;
- Gampsonyx swainsonii magnus Chubb, C, 1918 ;
- Gampsonyx swainsonii swainsonii Vigors, 1825.